# Pandion II
Pandion II was een legendarische koning van Athene. Hij was de zoon van Kekrops II en Metiadusa. Hij werd door de zonen van Metion (Metioniden) verjaagd en ging naar Megara naar Pylas, met wiens dochter Pylia hij trouwde. Toen Pylas wegens een wandaad vertrok, werd hij koning van Megara. Hij overleed na een ziekte en kreeg een graftombe aan de kust bij Megara. Zijn zonen waren Aigeus, Pallas, Nisos en Lykos. Zij verjoegen de zoon van Metion uit Athene, waarna Aigeus koning van Athene werd en Nisos van Megara.

## Referentie
- Der Kleine Pauly, München: Deutscher Taschenbuch Verlag 1979, Bd. 4, art. ‘Pandion’